# Sörli Helgason
Sörli Helgason (n. 970) también Brodd-Helgason, fue un vikingo y bóndi de Hof í Vopnafirði, Norður-Múlasýsla en Islandia. Era hijo de Helgi Þorgilsson y es uno de los personajes de la saga Ljósvetninga, donde aparece vinculado al clan familiar de Gudmundur Eyjólfsson por su matrimonio con su hija Þórdís Guðmundsdóttir (n. 984), con quien tuvo tres hijos: Einar (n. 1006), Broddi (n. 1008) y Guðríður (n. 1010). También aparece en la saga de Njál, y saga de Svarfdæla.